# Montignac-de-Lauzun
Montignac-de-Lauzun település Franciaországban, Lot-et-Garonne megyében. Lakosainak száma 286 fő (2022. január 1.). Montignac-de-Lauzun Lavergne, Monbahus, Monviel, Saint-Colomb-de-Lauzun, Ségalas és Tombebœuf községekkel határos.

## Népesség
A település népességének változása:
| Lakosok száma | 419  | 339  | 306  | 303  | 269  | 280  | 286  | 291  | 286  | 286  |
|               | 1968 | 1982 | 1990 | 2006 | 2013 | 2015 | 2017 | 2019 | 2020 | 2022 |